# Crotonsäureethylester
Crotonsäureethylester ist ein ungesättigter Carbonsäureester mit einer trans-substituierten Kohlenstoff-Kohlenstoff-Doppelbindung. Die isomere cis-Verbindung hat nur eine geringe Bedeutung. Die Verbindung ist eine farblose Flüssigkeit mit stechendem Geruch. Die Darstellung erfolgt durch Veresterung von Crotonsäure mit Ethanol.